# 팟 씨유
팟 씨유(태국어: ผัดซีอิ๊ว 팟 시이우[*]→간장 볶음)는 태국의 국수 요리이다.

## 이름
태국어 "팟(ผัด)"은 "볶다" 또는 "볶음"을, "시이우(ซีอิ๊ว)"는 "간장"을 뜻한다.

## 조리법
센 야이(เส้นใหญ่→넓은 국수)라 불리는 쌀국수에 닭고기, 돼지고기, 오징어 등의 고기와 가이란 등의 채소, 그리고 달걀을 넣어 볶는다. 간은 남 쁠라(어장)와 시이우 담(ซีอิ๊วดำ→검은 간장)으로 한다.

## 같이 보기
- 곤차우응아우호
- 차 퀘티아우
- 팟 키마오
- 팟 타이
- 퍼 싸오